# مونچازی
مونچازی (انگلیسی: Monchazy) یک شهرک در شهرستان ایگلینسکی استان باشقیرستان کشور روسیه است.